# Phymaturus damasense
Espèce
Phymaturus damasense est une espèce de sauriens de la famille des Liolaemidae.

## Répartition
Cette espèce est endémique du Chili.

## Description
C'est un saurien vivipare.

## Étymologie
Son nom d'espèce, composé de damas et du suffixe latin -ense, « qui vit dans, qui habite », lui a été donné en référence au lieu de sa découverte, la rivière Las Damas.

## Publication originale
- Troncoso-Palacios & Lobo, 2012 : A new species of Phymaturus (Iguania: Liolaemidae) of the palluma group from Central Chile. Cuadernos de Herpetología, vol. 26, no 2, p. 69-78 (texte intégral).